# Vuk Rađenović
Vuk Rađenović (cyr. Вук Рађеновић; ur. 7 czerwca 1983 w Ključu) – serbski bobsleista. Startuje w zawodach od 2001 i od tego samego roku jest reprezentantem kraju.

## Życiorys
Brał udział w zawodach czwórek na zimowych igrzyskach w 2002 i  2010 oraz dwójek w 2014. W Salt Lake City zespół w składzie Boris Rađenović, Dalibor Ðurđić, Rašo Vucinić, Vuk Rađenović, w której Vuk Rađenović był najmłodszym zawodnikiem zajęła 25. miejsce. Vuk Rađenović był też najmłodszym reprezentantem Serbii i Czarnogóry na tych igrzyskach. W Vancouver reprezentacja w składzie Vuk Rađenović, Miloš Savić, Igor Šarčević, Slobodan Matijević uplasowała się na 18. pozycji. Rađenović był najstarszym członkiem serbskiej kadry.
W Soczi w parze z Aleksandarem Bundalo nie ukończył konkurencji.
W grudniu 2006, w próbce pobranej od niego poza zawodami wykryto niedozwoloną substancję – za naruszenie przepisów antydopingowych ukarany został ośmiomiesięczną dyskwalifikacją, biegnącą od 21 grudnia 2006 do 21 sierpnia 2007, oraz grzywną w wysokości 500 tysięcy dinarów serbskich.
Jest synem Borisa Rađenovicia i mężem Astrid Loch-Wilkinson, z którą wziął ślub w 2010.